# Cocheras de la Reina Madre
Las Cocheras de la Reina Madre son un edificio construido en el siglo xviii, ubicado en la ciudad española de Aranjuez, en la Comunidad de Madrid. Tras una profunda reforma, en la actualidad alberga el Centro Cultural Isabel de Farnesio.

## Historia

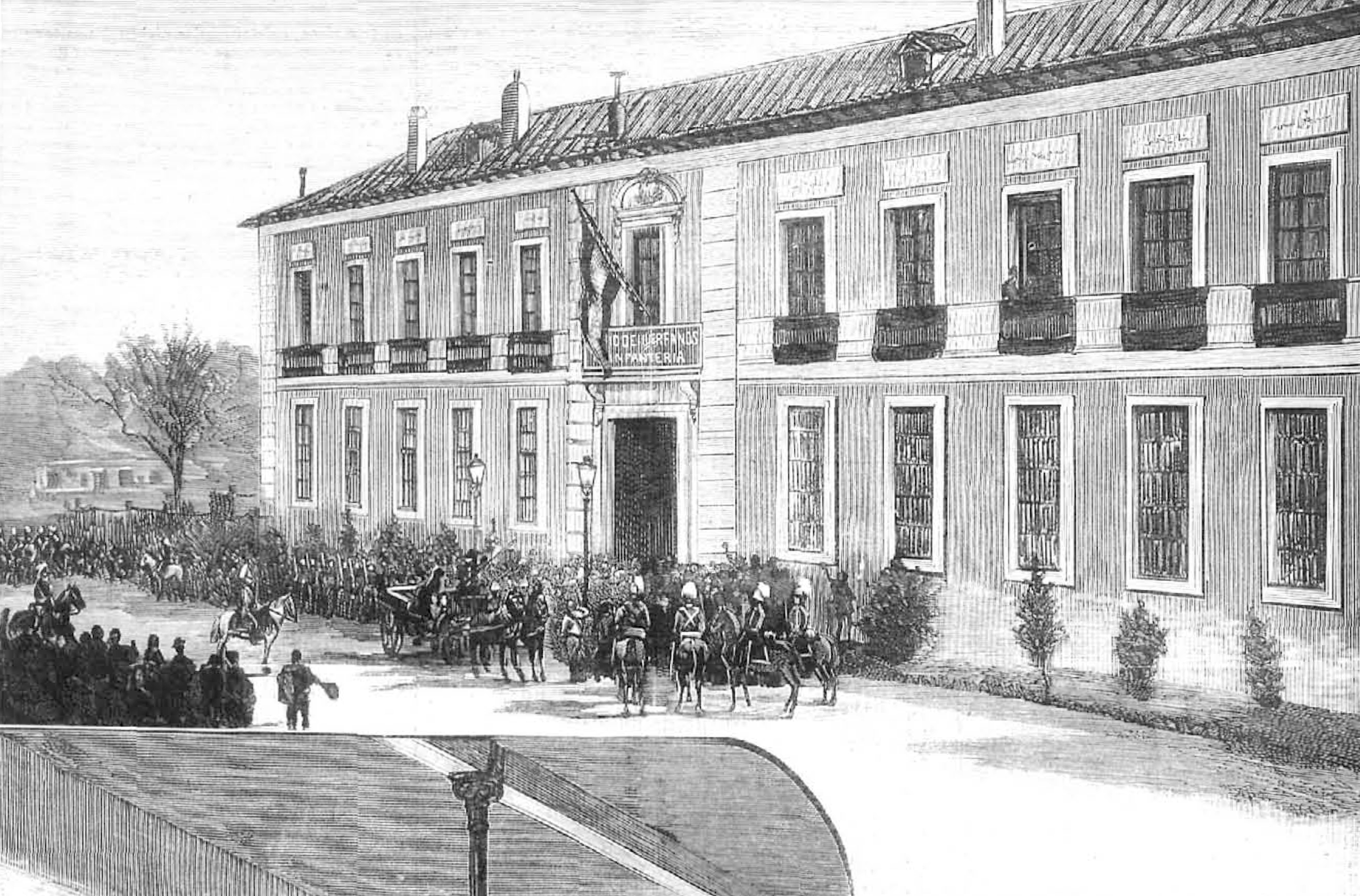
Las cocheras el 29 de enero de 1887, día de su inauguración como Colegio de Huérfanos de la Infantería. Dibujo de Comba.

Fueron edificadas originalmente en el siglo xviii, entre 1758 y 1765, bajo proyecto de Jaime Marquet, junto la plaza de Abastos de la ciudad.  Su función original era la de albergar una serie de cocheras, caballerizas y habitaciones para Bárbara de Braganza, la esposa del rey Fernando VI. A la muerte de este y tras finalizar su construcción terminarían destinadas a Isabel de Farnesio, madre del nuevo rey, Carlos III, medio hermano de Fernando.
Incendiado en 1808 durante la etapa de dominación francesa, el edificio fue restaurado a comienzos de la década de 1830 por el arquitecto Isidro González Velázquez. En la década de 1880 fue habilitado como Colegio de Huérfanos de la Infantería.
En 1985 pasaron a ser propiedad de la Comunidad de Madrid, que las reformaría bajo proyecto de los arquitectos Enrique de Teresa y Juan José Echeverría en los años posteriores para albergar en ellas un centro cultural inaugurado en 1992 bajo el nombre «Centro Cultural Isabel de Farnesio», instalación que concentra un auditorio, una biblioteca, un archivo y una escuela de música, además de haberse instalado en el edificio una de las sedes del Centro de Estudios Superiores Felipe II.
El 8 de enero de 2021 parte del tejado del edificio se desplomó, por la intensa nevada asociada a la borrasca Filomena que barrió gran parte del país.

## Referencias

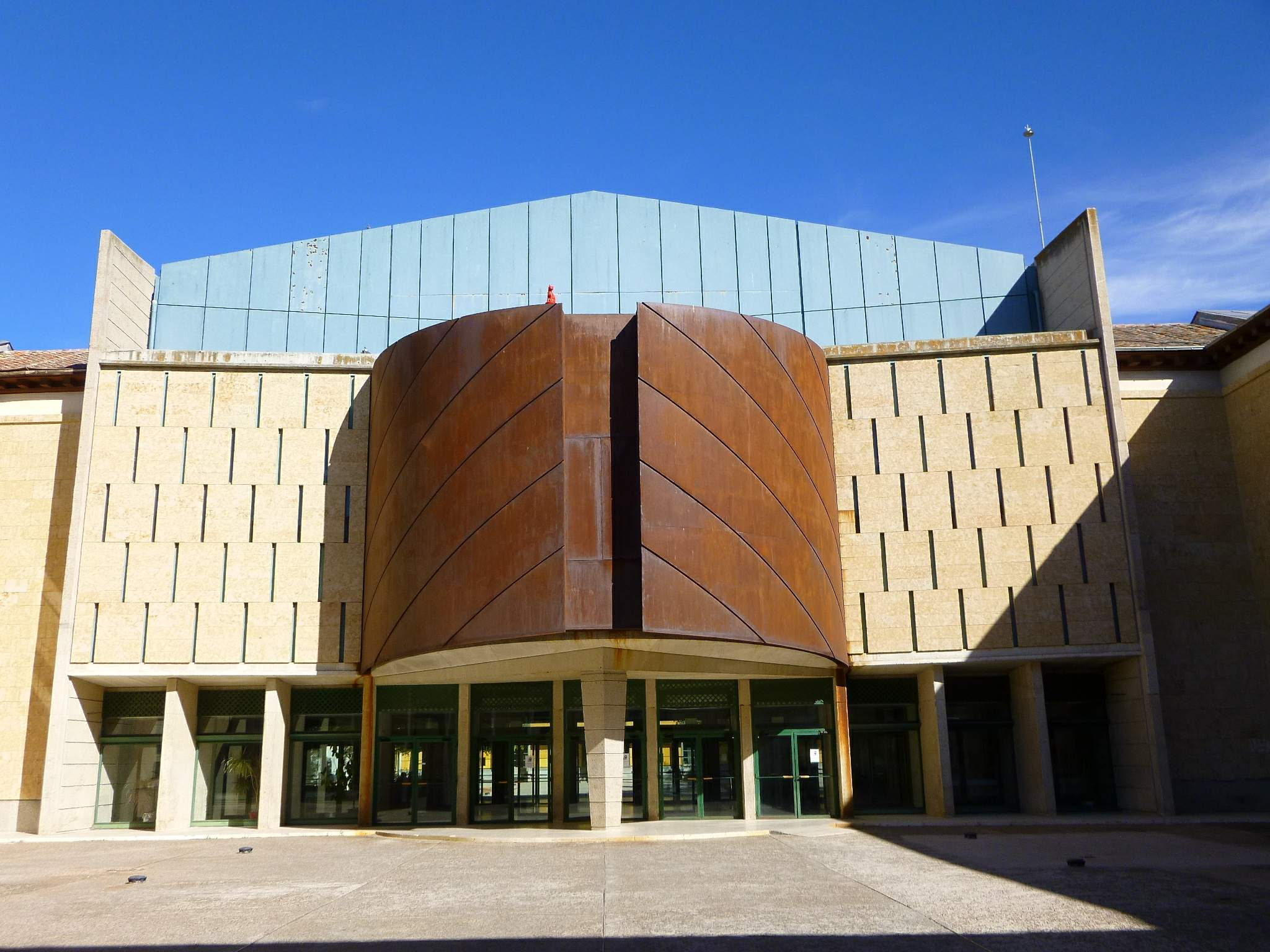
Interior del edificio tras la reforma.